# Tricentra computaria
Tricentra computaria är en fjärilsart som beskrevs av Pieter Cornelius Tobias Snellen 1874. Tricentra computaria ingår i släktet Tricentra och familjen mätare. Inga underarter finns listade i Catalogue of Life.